# C. L. R. James
Cyril Lionel Robert James (Tunapuna, 4 de enero de 1901-Londres, 19 de mayo de 1989), más conocido como C. L. R. James, y que a veces escribía bajo el seudónimo de J. R. Johnson, fue un escritor, historiador y pensador marxista afroamericano de Trinidad y Tobago, que vivió la mayor parte de su vida en Gran Bretaña —y en Estados Unidos entre 1938 y 1953—.

## Biografía
Nació y se crio en la isla de Trinidad, entonces una colonia británica. Comenzó escribiendo obras de ficción, pero tras emigrar a Gran Bretaña en los años 1930 comenzó a escribir obras de historia y de política influenciado por los círculos izquierdistas ingleses. También entonces se convirtió en un apasionado del cricket, sobre el que escribió una de sus obras maestras, Beyond a Boundary (1963).
Promotor del panafricanismo, en 1938 publicó la que probablemente es su obra más importante, The Black Jacobins, la historia de la revolución de Haití, durante la cual los esclavos negros se liberaron de sus amos blancos. Este libro constituyó uno de los primeros ejemplos de lo que más tarde se llamaría history from below ('historia desde abajo'), adelantándose en dos décadas a los historiadores marxistas británicos Christopher Hill o Edward P. Thompson, y su protagonista Toussaint L'Ouverture sirvió de inspiración a otros líderes negros que luchaban por liberar a sus respectivos pueblos del dominio colonial.
Se definió como trosquista, ya que defendía un marxismo heterodoxo libre de dogmatismos —como demostró en su obra World Revolution (1937)—, y tenía una enorme fe en las cosas extraordinarias que la gente común podía hacer —en un estudio sobre la democracia ateniense escribió: Every cook can govern—.  Por otro lado era un gran amante de la literatura occidental, y en especial de Shakespeare.
Tanto World Revolution, considerado «una especie de Biblia del trotskismo», como su traducción al inglés del Stalin (1939), de Boris Souvarine, fueron publicados por Secker and Warburg.